# Ужгородський ліцей імені Т. Г. Шевченка
Ужгородський ліцей імені Т. Г. Шевченка  — україномовний навчальний заклад II-ІІІ ступенів акредитації міста Ужгород, Закарпатська область. Заснований як Середня школа № 1 у 1945; з 28 лютого 2023 року носить назву Ужгородський ліцей імені Т. Г. Шевченка. Будівля ліцею — пам'ятка архітектури місцевого значення.

## Давня історія— школа у центрі старого міста
У 1912 році в районі набережної Незалежності в еклектичному стилі — угорський сецесійний стиль (проект архітекторів Еміля Сомло та Амбрус Орта) — зведено будівлю школи — на ті часи однієї із найкраще оснащених в Угорщині. У той же час вони також побудували школу в Жиліні (закінчену в 1913 році) з дуже схожими фасадами та іншими архітектурними особливостями. У ній було вісім навчальних класів; кабінети директорської канцелярії, інспектора, лікаря; приміщення для вчительських нарад, вчительської та учнівської бібліотек, спортзалу; квартири для директора, допоміжного персоналу тощо.
Навчання розпочалося в кінці березня 1913 року, де спочатку розміщувалася Ужгородська угорська королівська державна горожанська дівоча школа, яку з 29 квітня 1919 року Чехословацькою владою закрито, а її приміщення передано цивільним органам управління Підкарпатської Русі та військовим установам.
З 1926 року тут працювала горожанська школа з паралельним навчанням чеською й словацькою мовами; з 1937 року на її місці залишилася лише чеська горожанська школа, а після 10 листопада 1938 року, з відходом Ужгорода до Угорщини, запрацювала угорська горожанська дівоча школа.

## Перша Ужгородська загальноосвітня школа з українською мовою навчання
Після приходу радянської влади, наприкінці грудня 1944 року в приміщенні колишньої горожанської школи було відкрито школу з українською мовою навчання, яка з 1945–1946 навчального року була названа СШ № 1.
Перші три випуски школи склали переважно гімназисти Ужгородської гімназії та ті учні, які прибули із-за меж Ужгорода і Закарпатської області.
Склад педагогічних кадрів школи утворили колишні викладачі гімназії та горожанських шкіл, а також спеціалісти, направлені на роботу в Закарпатську область Міністерством освіти УРСР.
В 1945–1946 навчальному році у школі працювали 22 вчителі, в тому числі: Василь Фенцик, Варвара та Тетяна Бурлакови, Іван Бухляєв, Дезидерій Бонісласький, Лідія Владимир, Йосип Гегедюш, Ірина Ганчин, Андрей Добей, Надія Ілько, Марія Дьегтярова, Віра Логвіненко, Іван Лукін, Ганна Мандзюк, Іван Попович, Степан Пономаренко, Едуард Сімко, Наталія Торська, Віктор Хома, Марія Шевченко.

## Школа імені Т.Г.Шевченка
У 1953 році школі № 1 присвоєно ім'я Т. Г. Шевченка, а в 1960 році наданий статус спеціального навчального закладу з вивченням англійської мови з першого класу. Виходячи із нових засад, школа обрала собі девізом вислів Т. Г. Шевченка «І чужому научайтесь і свого не цурайтесь», який викарбуваний на Пам'ятній Дошці з горельєфом Т. Г. Шевченка, встановлений на фасаді школи (автор композиції — скульптор Іван Маснюк). А у практику всієї школи ввійшли проведення щорічних шевченківських свят. Водночас поруч із дальшим вдосконаленням навчально — виховного процесу, підвищенням ділової кваліфікації педагогічного колективу, відбулося поповнення його необхідною кількістю спеціалістів з англійської мови.
Наприкінці 50-х років було завершено добудову шкільної майстерні, внаслідок чого учні одержали можливість не лише навчатися обробки дерева і металу, а також вивчати автосправу. На середину 60-х років припадає перехід школи на кабінетну систему навчання, що було реалізовано з допомогою шефів — механічного заводу та поштамту. В цей час силами учнів було виготовлено багато наочних посібників, а також побудовано радіостанцію і радіофіковано класи. В школі було обладнано три лінгафонні кабінети. З метою посилення військово-патріотичного виховання учнів школи в 1967 році було відкрито кімнату «Бойової Слави», в обладнанні якої велику допомогу надав заступник командира Севастопольського полку, підполковник Микола Батьков. У 1975 році на основі експонатів «Кімнати Бойової Слави», а також матеріалів з історії Ужгорода було відкрито шкільний музей «Сторінки з історії нашого міста». У 1976 році створено шкільний методичний кабінет, який згодом став опорним кабінетом для обласного Інституту удосконалення кваліфікації вчителів. В 1979 році завершено добудову школи, внаслідок чого кількість навчальних кабінетів — класів зросли з 18 до 26, а шкільна бібліотека отримала нове просторе приміщення. У 1989 році було відкрито музей Т. Г. Шевченка, головною метою якого стало широке висвітлення постаті Т. Г. Шевченка як людини філософа, політичного діяча, поета, великого патріота. Від того часу шкільний музей щороку до дня народження Т. Г. Шевченка проводить зустрічі з лауреатами Державних премій, премій Т. Г. Шевченка та провідними науковцями країни.
Навчання в ЗОШ № 1 завершили[коли?] 3642 випускників, в тому числі 514 закінчили її із золотою та срібною медалями. В 1996—1997 навчальному році переможцями III етапу предметних олімпіад стали 12 учнів, що склали більше половини загальної кількості членів обласної команди на Всеукраїнській олімпіаді. Учень 11 класу Ратмір Дерда отримав золоту медаль переможця Всесвітньої олімпіади з хімії (тепер він професор Гарвардського університету).

## Лінгвістична гімназія імені Т.Г.Шевченка
У 2007 році ЗОШ I—III ст. № 1 ім. Т. Г. Шевченка реорганізовано в лінгвістичну гімназію ім. Т. Г. Шевченка, яку очолив лауреат премії ім. А. Волошина, Заслужений працівник освіти України — Михайло Михайлович Мегеш.
Лінгвістична гімназія ім. Т. Г. Шевченка є навчальним закладом II-III ступенів акредитації з підвищеним рівнем викладання предметів державного компоненту, мовного напрямку.
У лінгвістичній гімназії в повному обсязі вивчаються всі предмети державного компонента. Варіативна частина навчального плану включає:
- вивчення німецької мови з 1 (5)-го класу;
- вивчення мов національних меншин — угорської, словацької;
- профільні спецкурси, зміст яких визначається для кожного класу окремо;
- вивчення країнознавства англо- та німецькомовних країн;
- вивчення у 6 (10) — 7 (11) класах латинської мови.

Структурними підрозділами, що забезпечують науково-методичну роботу є предметні кафедри:
- словесності;
- фізико-математична;
- іноземних мов;
- природничих дисциплін;
- суспільно-гуманітарних дисциплін;
- дисциплін естетичного циклу;
- основ здоров'я та фізичної культури;
- виховної роботи.

11 березня 2024 в ліцеї відкрили меморіальну дошку у пам'ять про загиблого бійця Ігоря Воєводіна.

На сьогодні,[коли?] у лінгвістичній гімназії навчається 644 учні. Учні гімназії є неодноразовими переможцями предметних олімпіад різних рівнів, Малої академії наук, лауреатами творчих конкурсів тощо.
| Олімпіади | 2008 −2009 | 2009 −2010 | 2010 −2011 | 2011 −2012 | 2012 −2013 |
| II етап   | 50         | 36         | 47         | 56         | 70         |
| III етап  | 20         | 18         | 15         | 30         | 23         |
| IV етап   | 6          | 3          | 2          | 3          | 6          |

Ліцей здійснює міжнародне співробітництво з такими установами і навчальними закладами:
- Асоціація міст-побратимів Корвалліс, Орегон (США) — Ужгород (Україна);
- Сієна Коледж сучасних мов м. Олбані, Нью-Йорк (США);
- Центр «Школи якості» Колумбія, Меріленд (США);
- Гете — Інститут Україна, Німецький культурний центр ФРН. Програма «Школи — партнери майбутнього»;
- Ліцей ім. Т. Г. Шевченка м. Мармарош-Сигіт (Румунія);
- Середня школа м. Ополе (Польща);
- Середня школа м. Ньїредьгаза (Угорщина);
- Гімназія П. Горова м. Михайлівці (Словаччина);
- Гімназія ім. О. Сібірякова м. Ольштин (Польща);
- Гімназія № 12 м. Ольштин (Польща);

## Педагоги
Директори:
| Василь Фенцик    | 1945 — 1947 |
| Варвара Черничко | 1947 — 1948 |
| Микола Грищенко  | 1948 — 1956 |
| Галина Ільяш     | 1956 — 1973 |
| Олена Туряниця   | 1973 — 1980 |
| Юрій Дудаш       | 1980 — 1987 |
| Михайло Мегеш    | 1987 — 1996 |
| Мар'яна Кляп     | 1996 — 1998 |
| Михайло Мегеш    | 1998 — 2013 |
| Любов Попович    | з 2013      |

| Категорія            | Категорія            | Рік    | Рік    | 1994—1995 | 1994—1995 | 1998—1999 | 1998—1999 | 2001—2002 | 2001—2002 |
|                      |                      | Всього | Всього | 25        | 25        | 27        | 27        | 32        | 32        |
|                      |                      |        |        | К-сть     | %         | К-сть     | %         | К-сть     | %         |
| «Спеціаліст»         | «Спеціаліст»         |        |        | 7         | 28        | 11        | 41        | 11        | 34.4      |
| «II категорія»       | «II категорія»       |        |        | 2         | 8         | —         | —         | 5         | 15.6      |
| «I категорія»        | «I категорія»        |        |        | 6         | 24        | 4         | 15        | 2         | 6.2       |
| «Вища категорія»     | «Вища категорія»     |        |        | 10        | 40        | 12        | 44        | 14        | 43.7      |
| «Старший вчитель»    | «Старший вчитель»    |        |        | —         | —         | —         | —         | 3         | 9.4       |
| «Вчитель — методист» | «Вчитель — методист» |        |        | —         | —         | 7         | 26        | 7         | 21.9      |

|                                          | 2001/2002 |
| Всього вчителів                          | 98        |
| З вищою освітою                          | 93        |
| З середньою освітою                      | 2         |
| Незакінчена вища                         | 3         |
| Кваліфікаційна категорія                 |           |
| Спеціаліст                               | 15        |
| II категорія                             | 9         |
| I категорія                              | 25        |
| Вища категорія                           | 48        |
| «Старший вчитель»                        | 11        |
| «Вчитель — методист»                     | 17        |
| «Кандидат наук»                          | 2         |
| «Заслужений вчитель»                     | 2         |
| Розподіл вчителів за педагогічним стажем |           |
| До 3 — х                                 | 10        |
| 3 — 10                                   | 21        |
| 10 — 20                                  | 24        |
| Більше 20                                | 43        |

Педагогічний колектив складається із 70 вчителів серед них:
| Мають державні нагороди                      | 3  |
| Звання «Заслужений вчитель України»          | 2  |
| Звання «Заслужений працівник освіти України» | 1  |
| Звання «Вчитель — методист»                  | 17 |
| Звання «Старший вчитель»                     | 24 |

## Видатні випускники
- Василь Арендаш — заслужений артист України.
- Балега Юрій Юрійович — доктор фізико-математичних наук, академік.
- Воєводін Ігор Олегович (2003—2023) — воїн-доброволець, снайпер 12 бригади спецпризначення «Азов». Нагороджений орденом «За мужність» III ступеню (посмертно).
- Мигалина Юрій Вікентійович — доктор хімічних наук, заслужений діяч науки і техніки України. Ректор Мукачівського державного університету.
- Мишанич Олекса Васильович — член-кореспондент НАН України, доктор філологічних наук, лауреат Державної премії України ім. Т. Г. Шевченка.
- Чайковський Мирослав — заслужений лікар України, заслужений працівник культури України.
- Чучка Павло Павлович — доктор філологічних наук, професор,заслужений діяч науки і техніки України.